# Birdy (album của Birdy)
| Đánh giá chuyên môn | Đánh giá chuyên môn |
| Điểm trung bình     | Điểm trung bình     |
| Nguồn               | Đánh giá            |
| ------------------- | ------------------- |
| Metacritic          | 61/100              |
| Nguồn đánh giá      |                     |
| Nguồn               | Đánh giá            |
| AllMusic            | [ 2 ]               |
| BBC Music           | tích cực            |
| The Daily Telegraph | [ 4 ]               |
| The Guardian        | [ 5 ]               |
| musicOMH            | [ 6 ]               |
| NME                 | 5/10                |
| The Observer        | [ 8 ]               |
| PopMatters          | 5/10                |
| Rolling Stone       | [ 10 ]              |

Birdy là album phòng thu đầu tay của nữ ca sĩ kiêm sáng tác nhạc người Anh Birdy. Album bao gồm hầu hết là các bản trình bày lại, và được phát hành vào ngày 4 tháng 11 năm 2011 bởi Atlantic Records. Album đã cho phát hành 4 đĩa đơn, "Skinny Love", "Shelter", "People Help the People" và "1901".

## Các đĩa đơn
- "Skinny Love" được phát hành vào ngày 30 tháng 1 năm 2011 dưới dạng đĩa đơn đầu tiên trích từ album. Đây là một bản trình bày lại từ bài hát của ban nhạc indie folk người Mỹ Bon Iver. Bài hát đạt đến vị trí thứ 17 trên UK Singles Chart.
- "Shelter" được phát hành dưới dạng đĩa đơn thứ hai vào ngày 3 tháng 6 năm 2011. Đây là một bản trình bày lại từ bài hát của ban nhạc indie pop The xx và đạt đến vị trí thứ 50 tại Anh Quốc.
- "People Help the People" được phát hành dưới dạng đĩa đơn thứ ba vào ngày 28 tháng 10 năm 2011. Đây là một bản trình bày lại từ bài hát của ban nhạc indie rock người Anh Cherry Ghost và đạt đến vị trí thứ 33 tại Anh Quốc.
- "1901" được phát hành vào ngày 9 tháng 3 năm 2012 dưới dạng đĩa đơn cuối cùng trích từ album. Đây là một bản trình bày lại từ bài hát của ban nhạc indie rock người Pháp Phoenix.

## Danh sách bài hát
| STT              | Nhan đề                                                      | Sáng tác                                                                                | Nhà sản xuất                                       | Thời lượng |
| ---------------- | ------------------------------------------------------------ | --------------------------------------------------------------------------------------- | -------------------------------------------------- | ---------- |
| 1.               | "1901" (của Phoenix)                                         | Thomas Pablo Croquet, Christian Mazzalai, Laurent Mazzalai, Frederic Jean Joseph Moulin | Rich Costey                                        | 5:11       |
| 2.               | "Skinny Love" (của Bon Iver)                                 | Justin Vernon                                                                           | Alex H. N. Gilbert                                 | 3:23       |
| 3.               | "People Help the People" (của Cherry Ghost)                  | Simon John Aldred                                                                       | James Ford                                         | 4:16       |
| 4.               | "White Winter Hymnal" (của Fleet Foxes)                      | Robin Noel Pecknold                                                                     | Ford                                               | 2:17       |
| 5.               | "The District Sleeps Alone Tonight" (của The Postal Service) | Jimmy Tamborello, Ben Gibbard                                                           | Jim Abbiss                                         | 4:44       |
| 6.               | "I'll Never Forget You" (của Francis and the Lights)         | Francis Farewell Starlite                                                               | Abbiss                                             | 3:47       |
| 7.               | "Young Blood" (của The Naked and Famous)                     | Alisa Xayalith, Thomas Brading Powers, Aaron Phillip Short                              | Costey                                             | 4:04       |
| 8.               | "Shelter" (của The xx)                                       | Oliver David Sim, Romy Anna Madley Croft, Baria Qureshi, James Thomas Smith             | Abbiss, Paul "P-Dub" Walton (thêm), Gilbert (thêm) | 3:44       |
| 9.               | "Fire and Rain" (của James Taylor)                           | James V. Taylor                                                                         | Ford                                               | 3:07       |
| 10.              | "Without a Word"                                             | Jasmine van den Bogaerde, Moss                                                          | Costey                                             | 4:46       |
| 11.              | "Terrible Love" (của The National)                           | Matthew Donald Berninger, Aaron Brooking Dessner                                        | Costey                                             | 4:43       |
| Tổng thời lượng: | Tổng thời lượng:                                             | Tổng thời lượng:                                                                        | Tổng thời lượng:                                   | 44:02      |

| Các bản bổ sung trong phiên bản đặc biệt | Các bản bổ sung trong phiên bản đặc biệt             | Các bản bổ sung trong phiên bản đặc biệt                | Các bản bổ sung trong phiên bản đặc biệt | Các bản bổ sung trong phiên bản đặc biệt |
| STT                                      | Nhan đề                                              | Sáng tác                                                | Nhà sản xuất                             | Thời lượng                               |
| ---------------------------------------- | ---------------------------------------------------- | ------------------------------------------------------- | ---------------------------------------- | ---------------------------------------- |
| 12.                                      | "Comforting Sounds" (của Mew)                        | Jonas Bjerre, Johan Wohlert, Bo Madsen, Silas Jørgensen | Costey                                   | 8:57                                     |
| 13.                                      | "Farewell and Goodnight" (của The Smashing Pumpkins) | James Iha                                               | Abbiss                                   | 2:02                                     |
| 14.                                      | "People Help the People" (RAK Studios Session)       | Aldred                                                  |                                          | 4:17                                     |
| Tổng thời lượng:                         | Tổng thời lượng:                                     | Tổng thời lượng:                                        | Tổng thời lượng:                         | 59:18                                    |

| Các bản bổ sung trong phiên bản đặc biệt tại Úc | Các bản bổ sung trong phiên bản đặc biệt tại Úc | Các bản bổ sung trong phiên bản đặc biệt tại Úc | Các bản bổ sung trong phiên bản đặc biệt tại Úc | Các bản bổ sung trong phiên bản đặc biệt tại Úc |
| STT                                             | Nhan đề                                         | Sáng tác                                        | Nhà sản xuất                                    | Thời lượng                                      |
| ----------------------------------------------- | ----------------------------------------------- | ----------------------------------------------- | ----------------------------------------------- | ----------------------------------------------- |
| 12.                                             | "Just a Game"                                   | Birdy                                           | T Bone Burnett                                  | 3:51                                            |
| 13.                                             | "What You Want" (của John Butler Trio)          | John Butler                                     | Abbiss                                          | 4:12                                            |
| Tổng thời lượng:                                | Tổng thời lượng:                                | Tổng thời lượng:                                | Tổng thời lượng:                                | 52:05                                           |

## Xếp hạng và chứng nhận doanh số
| Bảng xếp hạng (2011–13)         | Thứ hạng cao nhất |
| ------------------------------- | ----------------- |
| Australian Albums Chart         | 1                 |
| Austrian Albums Chart           | 14                |
| Belgian Albums Chart (Flanders) | 1                 |
| Belgian Albums Chart (Wallonia) | 2                 |
| Canadian Albums Chart           | 33                |
| Dutch Albums Chart              | 1                 |
| French Albums Chart             | 5                 |
| German Albums Chart             | 14                |
| Irish Albums Chart              | 40                |
| New Zealand Albums Chart        | 4                 |
| Polish Albums Chart             | 13                |
| Scottish Albums Chart           | 18                |
| Swedish Albums Chart            | 52                |
| Swiss Albums Chart              | 3                 |
| UK Albums Chart                 | 13                |
| US Billboard 200                | 62                |
| US Alternative Albums           | 12                |
| US Rock Albums                  | 15                |

| Bảng xếp hạng (2011)            | Thứ hạng |
| ------------------------------- | -------- |
| Belgian Albums Chart (Flanders) | 74       |
| Dutch Albums Chart              | 42       |

| Bảng xếp hạng (2012)            | Thứ hạng |
| ------------------------------- | -------- |
| Australian Albums Chart         | 10       |
| Belgian Albums Chart (Flanders) | 3        |
| Belgian Albums Chart (Wallonia) | 7        |
| Dutch Albums Chart              | 3        |
| French Albums Chart             | 14       |
| Swiss Albums Chart              | 70       |

| Bảng xếp hạng (2013)     | Thứ hạng |
| ------------------------ | -------- |
| New Zealand Albums Chart | 46       |
| Swiss Albums Chart       | 14       |

| Quốc gia                                                                           | Chứng nhận  | Số đơn vị/doanh số chứng nhận |
| ---------------------------------------------------------------------------------- | ----------- | ----------------------------- |
| Úc (ARIA)                                                                          | 2× Bạch kim | 140.000^                      |
| Bỉ (BEA)                                                                           | Vàng        | 15.000*                       |
| Pháp (SNEP)                                                                        | 3× Bạch kim | 300.000*                      |
| Đức (BVMI)                                                                         | Vàng        | 150.000^                      |
| Hà Lan (NVPI)                                                                      | Bạch kim    | 50.000^                       |
| New Zealand (RMNZ)                                                                 | Vàng        | 7.500^                        |
| Ba Lan (ZPAV)                                                                      | Vàng        | 0*                            |
| Thụy Sĩ (IFPI)                                                                     | Vàng        | 15.000^                       |
| Anh Quốc (BPI)                                                                     | Vàng        | 100.000^                      |
| * Chứng nhận dựa theo doanh số tiêu thụ. ^ Chứng nhận dựa theo doanh số nhập hàng. |             |                               |

## Lịch sử phát hành
| Quốc gia | Ngày phát hành       | Nhãn thu âm          |
| -------- | -------------------- | -------------------- |
| Bỉ       | 4 tháng 11 năm 2011  | Warner Music         |
| Ireland  | 4 tháng 11 năm 2011  | 14th Floor, Atlantic |
| Anh Quốc | 7 tháng 11 năm 2011  | 14th Floor, Atlantic |
| Hà Lan   | 11 tháng 11 năm 2011 | Warner Music         |
| Hoa Kỳ   | 20 tháng 3 năm 2012  | Warner Bros.         |
| Đức      | 23 tháng 3 năm 2012  | Warner Music         |
| Ba Lan   | 26 tháng 3 năm 2012  | Warner Music         |
| Úc       | 20 tháng 4 năm 2012  | Warner Music         |
| Pháp     | 30 tháng 4 năm 2012  | Warner Music         |